# Osbornodon
Osbornodon — викопний рід підродини Hesperocyoninae ранніх псових, який жив від олігоцену до раннього міоцену Північної Америки, 33,9—15,97 млн років тому. Це був останній уцілілий рід підродини Hesperocyoninae, найстарішої підродини псових.

## Види
- Osbornodon brachypus Cope 1881
- Osbornodon fricki Wang 1994 (18 млн р. тому)
- Osbornodon iamonensis Sellards 1916 (21 млн р. тому)
- Osbornodon renjiei Wang 1994 (33 млн р. тому)
- Osbornodon sesnoni Macdonald 1967 (32 млн р. тому)
- Osbornodon scitulus Hay 1924
- Osbornodon wangi Hayes 2000

Більш ранні види були розміром з невелику лисицю, і мали зуби, що свідчать про всеїдну чи гіпом'ясоїдну дієту. Пізніші види були більшими й активнішими хижаками. Останній вид, O. fricki, був розміром приблизно з великого вовка.